# EPA (Warenhaus)

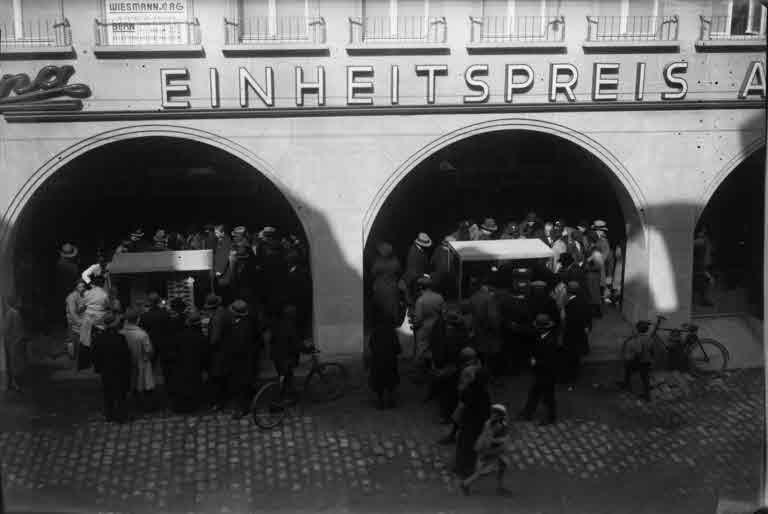
Geschäftseröffnung der EPA an der Marktgasse in Bern im März 1932

EPA (aus Einheitspreis AG, französisch UNIP) war eine Schweizer Discount-Warenhauskette, die 1930 eröffnet wurde und im Billigsegment angesiedelt war. Von 1933 bis 1945 war sie vom Filialverbot betroffen. 1938 oder 1943 wechselte sie den Namen zu Neue Warenhaus AG.

## Geschichte
1929 wurde als Gemeinschaftsgründung der Brann AG und Maus Frères S. A. die Einheitspreis-Aktiengesellschaft (französisch Uniprix Société Anonyme), mit Sitz in Zürich, als Aktiengesellschaft gegründet. Oscar Weber war eines der Mitglieder des Verwaltungsrates und übernahm 1939 die Brann AG. Oscar Webers Sohn, Karl Weber, war ab 1929 Mitarbeiter, ab 1939 Direktor und von 1952 bis 1973 Präsident des Unternehmens. Im Jahr 1930 wurde das erste Uniprix-Geschäft in Genf eröffnet. 1932 wurde eine Filiale in Bern eröffnet. 1933 bestanden bereits zehn Filialen.
1983 wurde die EPA an der Marktgasse 24 in Bern zum mehrgeschossigen Warenhaus umgebaut, bisher war dafür ausschliesslich das Erdgeschoss genutzt worden. In den 1990er Jahren liess die EPA Werbespots mit dem Schauspieler Martin Schenkel ausstrahlen. Sein Werbespruch, welcher auch auf Plakaten zu lesen war („Lueg zerscht i der EPA“, auf Deutsch: „Schau zuerst in der EPA“), war recht bekannt.
2001 wurde EPA von der Oscar Weber Holding an die Familie Buhofer veräussert. Am 16. April 2002 wurden 40 Prozent des Aktienkapitals rückwirkend per 1. Februar 2002 von Coop übernommen. Bis Anfang 2005 wurden dann alle 39 bestehenden EPA-Filialen entweder in Filialen der Warenhaus-Kette Coop City umgewandelt oder geschlossen.